# Kaddu Beykat
Kaddu Beykat (también conocida como Lettre paysanne) es una película senegalesa de 1975 dirigida por Safi Faye. Fue el primer largometraje realizado por una mujer del África subsahariana que se distribuyó comercialmente y supuso el reconocimiento internacional de su directora. Centrada en un romance, la cinta narra la vida cotidiana de los habitantes de un pueblo rural senegalés.

## Sinopsis
Ngor es un joven que vive en una aldea senegalesa y desea casarse con Coumba. La actual sequía en el pueblo ha afectado a su cosecha de cacahuetes y, como consecuencia, Ngor no puede pagar el precio para casarse con ella. Se va a la capital de Senegal, Dakar, para intentar ganar más dinero y allí le explotan indiscriminadamente. Regresa a la aldea y comparte sus experiencias en la ciudad con los demás hombres. La historia, que muestra la vida cotidiana de los aldeanos, se cuenta en forma de carta a un amigo, con la voz de Faye.

## Reparto
- Assane Faye es Ngor
- Maguette Gueye es Coumba

Fuente:

## Generalidades
Kaddu Beykat está ambientada en el pueblo de la familia de Faye, Fad'jal, en el sur de Senegal. La financiación de la película provino del Ministerio Francés de Cooperación y se realizó con un equipo de producción de tres personas, a modo de docuficción. Para algunas partes de la película, Faye reunió a los aldeanos, les dio un tema de conversación y procedió a filmarlos. Al igual que en sus otros trabajos, la directora se preocupó de mostrar la cultura africana desde adentro, y no como una observadora objetiva. La película es una crítica a las prácticas agrícolas coloniales y a las políticas gubernamentales que han fomentado el monocultivo de cosechas comerciales para la exportación, lo que en algunos casos ha sumido a los pueblos en la pobreza. Está dedicada al abuelo de Faye, que aparece en la película, y que murió once días después de terminar el rodaje.
Sobre el estilo de filmación que usó en esta película y en su obra en general, la directora manifestó: «Aunque escriba un guión para mis películas, básicamente dejo que la gente se exprese libremente delante de la cámara y yo escucho. Mis películas son obras colectivas en las que todos participan activamente».

## Distribución y recepción
Kaddu Beykat se proyectó en el Festival Internacional de Cine de Berlín de 1976, donde obtuvo el Premio FIPRESCI y el Premio OCIC. También obtuvo el Premio Georges Sadoul y un galardón en el Festival Panafricano de Cine y Televisión de Uagadugú. Se estrenó en Francia el 20 de octubre de 1976. Por su temática, inicialmente fue prohibida en Senegal.
El diario británico The Guardian la incluyó en su lista de las veinte mejores películas africanas de todos los tiempos. En el portal Mail & Guardian fue valorado el trabajo de la cineasta en Kaddu Beykat: «Sus películas están impregnadas de una sensibilidad que afecta profundamente a todos los que las ven. La película se separa de su director una vez que está en el mundo, haciendo su propio trabajo y transmitiendo mensajes mucho más allá de lo que se pretendía inicialmente».